# Удалённый устный видео-перевод
Удалённый устный видео-перевод (УВП) — это вид видеотелефонной коммуникации, использующий такие устройства как веб-камеры и видеофоны для предоставления услуг по сурдопереводу и устному переводу. Данный вид услуг осуществляется с помощью удалённого переводчика, в том случае, когда общению лиц препятствует коммуникационный барьер. Этот вид коммуникации схож с несколько иной технологией — удалённым сурдопереводом, при котором каждая из сторон располагается в разных местах. УВП — вид телекоммуникационной службы коммутируемых сообщений (ТСКС), нерегулируемой федеральной комиссией по связям США.

## Способы применения
В типичной ситуации УВП две стороны располагаются в одном месте и используют видеофон или веб-камеру, а также телевизор или экран компьютера. Переводчик работает из другого места — офиса, домашней студии, колл-центра — также используя видеофон или веб-камеру, а также телевизор или экран компьютера. Оборудование должно поддерживать видео- и аудио связь или же предполагать использование выделенной телефонной линии для передачи аудиосигнала. Видео-переводчик облегчает коммуникацию её участникам, находящимся рядом друг с другом в другом месте. При удалённом сурдопереводе переводчик слушает голос слышащих людей через микрофон или телефон, а затем передаёт сообщение посредством языка жестов через видеокамеру, изображение с которой слабослышащий человек просматривает на своём экране. В свою очередь, когда слабослышащие участники коммуникации с помощью языка жестов обращаются к камере, переводчик передаёт сообщение через микрофон или телефон для людей, представляющих слышащую сторону. УВП — активно развивающаяся сфера. Одно из самых востребованных применений данного вида переводческой деятельности — общение с пациентами в приёмном отделении. В такой ситуации необходимо, чтобы пациенты и опекуны имели возможность без промедлений общаться с медицинским персоналом, но немедленное прибытие переводчика на место невозможно. Больницы, в которых имеется возможность предоставить УВП, могут в срочном порядке связаться с переводчиком и провести первичный осмотр и опрос пациента или опекуна без существенных промедлений. К УВП также всё чаще прибегают офисные работники для перевода кратких встреч или же регулярных заседаний, которые тяжело было бы запланировать со штатным переводчиком. Школы и коммерческие предприятия, расположенные в местах, которые в недостаточной мере обслуживаются социальными переводчиками, также могут прибегнуть к облегчённому доступу к профессиональным переводчикам и сэкономить средства на покрытии расходов на перемещение. Часть слабослышащих людей неоднозначно относится к УВП в медицинской, юридической и психологической сферах, поскольку бытует мнение, что УВП не предоставляет должной доступности коммуникации. Особенно это касается медицинской сферы, где не всегда могут быть способны увидеть изображение на экране или ясно выражаться при помощи жестов. Это мнение компенсируется большим количеством сторонников УВП в сфере услуг и в государственном секторе, где очень ценится возможность осуществления коммуникации даже в тех ситуациях, когда, в противном случае, это было бы невозможно (включая ситуации, когда жизнь человека находится под угрозой), без необходимости многочасового ожидания прибытия переводчика, даже если первоначальный контакт осуществляется с целью дальнейшего личного общения. Таким образом, коммерческие предприятия и организации утверждают, что УВП соответствует или превышает минимальный порог разумной адаптации, так как в основе УВП лежит принцип обеспечения «умеренной адаптации» посредством повышения изначальной доступности.
УВП отличается от удалённого сурдоперевода: обычно УВП используется разными организациями для обеспечения коммуникации с лицами, знание английского языка которых ограничено, а также с глухими и слабослышащими людьми. УСП — это услуга, предоставляемая слабослышащим членам общества, с помощью которой они могут прибегнуть к услугам переводчика для установления контакта с третьей стороной. Ранее термины «УВП» и «УСП» были взаимозаменяемы, но на данный момент относятся к двум отдельным и разным услугам. Однако, термин «видео-переводчик» (ВП) может использоваться применительно к специалистам в обеих сферах. В соответствии с правилами федеральной службы по связи США глухие и слабослышащие люди, пребывающие в одном помещении, не могут использовать услуги УСП, так как эта услуга предоставляется только в формате телефонных звонков и финансируется на средства, получаемые с налогов за использование телефонных линий. По требованию федеральной службы по связям США, если ВП определяет, что стороны располагаются в одном месте, он обязан уведомить обе стороны о том, что необходимо прервать звонок. Однако услуги УВП могут быть предоставлены людям, располагающимся в одном месте или в разных местах, при условии, что стороны могут видеть или слышать переводчика и наоборот.
См. также: Язык жестов, Устный перевод

## Примеры размещения
Несмотря на критику, УВП является одним из наиболее важных инструментов для обеспечения коммуникации между людьми, которые не имеют возможности общаться в обычных условиях. Многие организации осознают преимущества незамедлительной поддержки, которая может быть оказана в незапланированных или экстренных ситуациях с помощью видеотелефонии. Переводческая помощь, оказываемая лично, при непосредственном присутствии переводчика носит более индивидуальный характер, однако, планировать участие переводчика необходимо заранее, также необходимо учитывать время, затрачиваемое на дорогу и другие факторы. Стоимость такой услуги также существенно выше.
В 2010 году в больнице и медицинском центре Мерси в Чикаго было проведено исследование с целью выяснить новые способы эффективного обслуживания глухих и слабослышащих пациентов, конечной целью которого было улучшение уровня медицинского обслуживания и уровня удовлетворённости пациентов, а также повышение эффективности больницы, и предоставление разумного соотношения цен и качества услуг для всех пациентов. По результатам исследования был сделан вывод о том, что нужно при необходимости предоставлять услуги УВП, чтобы персонал больницы имел доступ к опытным квалифицированным и сертифицированным переводчикам с американского языка жестов из реестра переводчиков для глухих / Национальной Ассоциации Глухих через интернет с минимальной задержкой. Специально для этих целей были выделены ноутбуки, которые используются медицинским персоналом во всех отделениях больницы и по сей день. В частности в больнице были зафиксированы значительные улучшения по показателям пациентопотока и общего удовлетворения качеством предоставляемых услуг.
В июне 2011 года Полиция канадского города Уинсор в округе Онтарио запустила пилотный проект по предоставлению услуг УВП, нацеленный на улучшение взаимодействия с глухими и слабослышащими людьми, а также с лицами, общению с которыми препятствуют другие языковые барьеры. Тридцатидневный пробный период проводился в центре экстренных служб 911 и стал настолько успешным, что эту программу (включили в проект по защите прав человека, осуществляемый полицейской службой города Уинзор), с целью предоставления услуг глухим и слабослышащим людям, а также людям с ограниченным знанием английского языка. В месяц на содержание этой программы полиция Уинсора затрачивала 50 канадских долларов, минута использования обходилась в 3,25 канадских доллара.